# Igreja de Nossa Senhora da Piedade (Porto Santo)
Consagrada a Nossa Senhora da Piedade, a Igreja Matriz de Vila Baleira da ilha do Porto Santo é um templo católico instituído no século XV. Foi elevada a igreja paroquial em 1500 e, em 1566, foi pilhada e destruída quase por completo por corsários franceses.
A Matriz da capital do Porto Santo é uma igreja que passou por diversas fases construtivas, sendo quase totalmente reconstruída a partir de 1667.
O seu exterior é modesto, composto por dois corpos rectangulares de diferentes dimensões, correspondendo o maior ao corpo da igreja e o de menores proporções à capela-mor. Destaca-se a torre sineira, marcada por cunhais de cantaria negra rematados por pináculos e cobertura piramidal truncada, encimada por catavento de ferro. A linha da cimalha é interrompida por quatro relógios.
O interior, amplo, de nave única e coberta por tecto de madeira, possui ainda vestígios da construção inicial do século XV: trata-se da denominada Capela da Morgada, espaço contendo ainda alguns elementos arquitectónicos do gótico quatrocentista.
A capela-mor é coberta por um tecto curvo em madeira, apresentando pinturas rocaille policromadas de motivos geometrizantes, fitomórficos e rótulos, sobre fundo branco. Preenchendo o fundo da ousia está um retábulo e altar-mor de talha pintada a branco e dourado, estrutura rocaille do último quartel do século XVIII. No centro do camarim expõe-se uma pintura com o episódio do Noli me tangere, que narra o aparecimento de Cristo a Maria Madalena.